# دومینیک باربرات
دومینیک باربرات (انگلیسی: Dominique Barberat؛ زادهٔ ۸ اکتبر ۱۹۵۸) بازیکن فوتبال اهل فرانسه است.
از باشگاه‌هایی که در آن بازی کرده‌است می‌توان به باشگاه فوتبال کن اشاره کرد.